# Szczęsny Gorazdowski
Szczęsny (właśc. Feliks) Gorazdowski herbu Prawdzic (ur. 12 stycznia 1814, zm. 14 maja 1903 we Lwowie) – polski introligator, pracownik służby sądowej, działacz lokalny, deputowany, ojciec św. ks. Zygmunta Gorazdowskiego. 

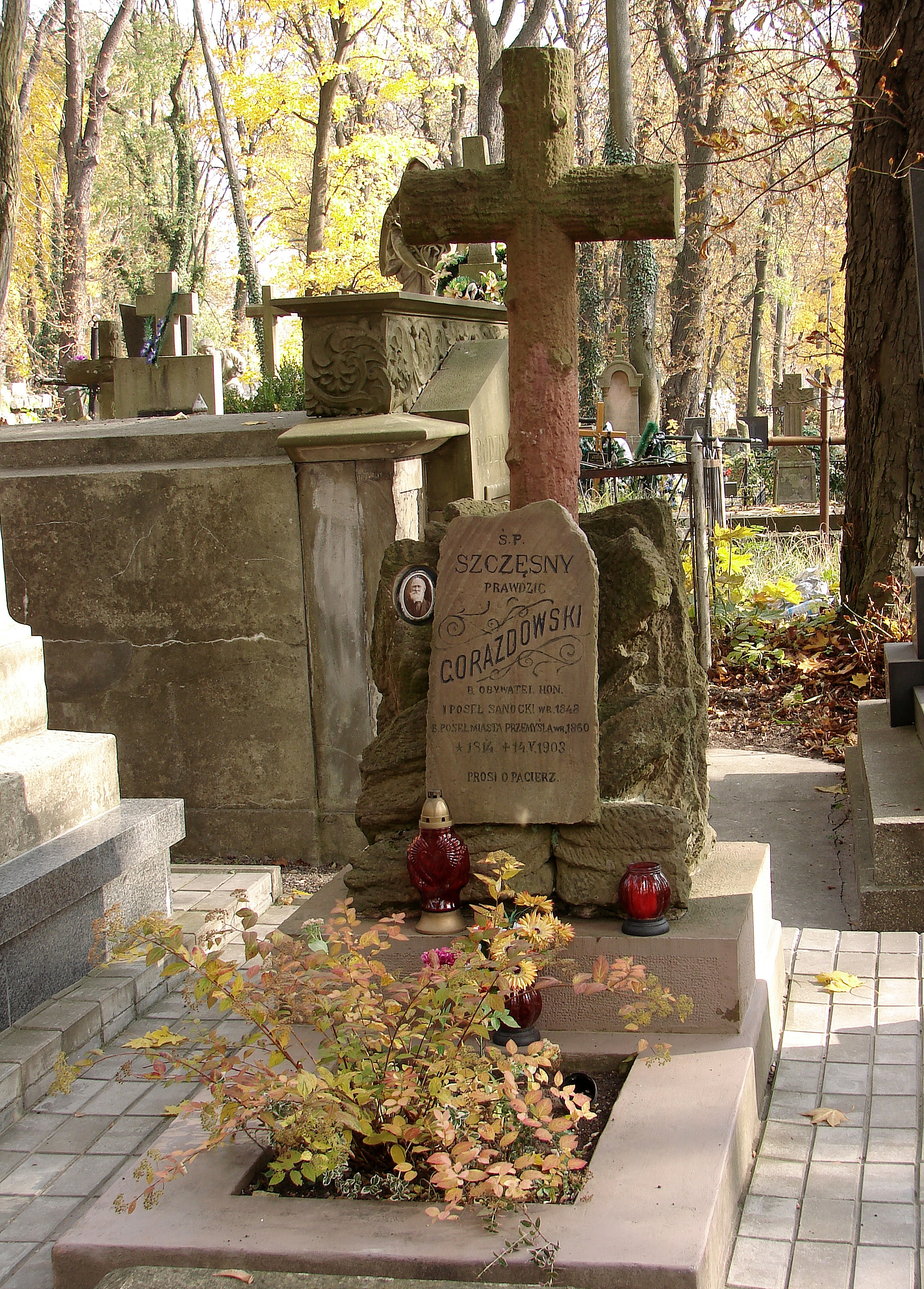
Grób Szczęsnego Gorazdowskiego

## Życiorys
Urodził się 12 stycznia 1814 jako Feliks Gorazdowski i pod tym imieniem figurował w dokumentach. Wywodził się z rodu Gorazdowskich herbu Prawdzic. Pochodził z Dobrej, z rodziny ziemiańskiej. Był synem Szymona i Anny z domu Dobrzańskiej. 21 września 1843 ożenił się w Birczy z 20-letnią Aleksandrą Łazowską herbu Łada (zm. 1891, pochowana na Cmentarzu Stryjskim we Lwowie). Oboje mieli siedmioro dzieci, w tym Mariannę Helenę (1844-1881, po mężu Korabiewska, nauczycielka), Zygmunta (1845-1920, drugie ich dziecko, późniejszy duchowny rzymskokatolicki, ogłoszony świętym), Mieczysławę Stefanię (1846-1849), Mieczysława Bonawenturę Aleksandra (1849-1853), Kazimierza Jana (1852-1853), Michalinę Mieczysławę (1856-1879, nauczycielka), Marię Henrykę (1859-1938, po mężu Machalska, nauczycielka).
Kształcił się w dziedzinie introligatorskiej, a podczas praktyki w tym zawodzie w 1841 w Wiedniu założył w tym mieście pierwsze stowarzyszenie polskich rękodzielników. Później, opuszczając to miasto otrzymał od współpracowników pamiątkowy medal.
Wszedł w skład komitetu założonego w 1848 w dzień urodzin cesarza Ferdynanda I Habsburga (19 kwietnia) Kasyna Narodowego. W Sanoku figurował jako introligator. Zasiadał w prezydium Obwodowej Rady Narodowej w Sanoku. Jako jej reprezentant w okresie Wiosny Ludów w 1848 przystąpił do Centralnej Rady Narodowej we Lwowie. W tym czasie pełnił także mandat posła ziemi sanockiej na wiedeński Sejm Ustawodawczy, obradujący wówczas w Kromieryżu. Za swoje zasługi otrzymał tytuł honorowego obywatela Sanoka. Razem z rodziną przebywał w Sanoku do około 1850. 
Później wraz z rodziną osiadł w Przemyślu. W okresie zaboru austriackiego podjął pracę w c. k. służbie sądowniczej i od około 1856 do około 1873 pracował na stanowisku zaprzysiężonego szacownika dla wyrobów introligatorskich przy C. K. Sądzie Obwodowym w Przemyślu. Od około 1867 do około 1875 był kontrolerem w Szpitalu Powszechnym w Przemyślu (do około 1870 w charakterze pomocniczym). W 1860 uczestniczył w deputacji do cesarza Franciszka Józefa I jako poseł miasta Przemyśla „do tronu”. Od około 1870 do około 1874 zasiadał w zarządzie Funduszu Pożyczkowego dla Przemysłowców i Rękodzielników (zał. 1860), od około 1871 był członkiem komitetu tegoż.
Około 1875 zakończył czynną pracę, a podczas posiedzenia III kadencji Sejmu Krajowego Galicji we Lwowie 24 marca 1876 ogłoszono jego petycję o odprawę lub zapomogę. We Lwowie pomagał synowi, ks. Zygmuntowi Gorazdowskiemu w działalności charytatywnej – prowadził założony przez duchownego internat dla studentów przy ul. Maurycego Mochnackiego.
Zmarł 14 maja 1903 we Lwowie w wieku 90 lat w domu swojego syna, ks. Zygmunta Gorazdowskiego, proboszcza parafii św. Mikołaja. Został pochowany na Cmentarzu Łyczakowskim we Lwowie.